# Cariblatta punctipennis
Cariblatta punctipennis är en kackerlacksart som beskrevs av Morgan Hebard 1916. Cariblatta punctipennis ingår i släktet Cariblatta och familjen småkackerlackor. Inga underarter finns listade.